# Rallye Alsace-Vosges
Le rallye Alsace-Vosges est un rallye automobile comptant pour le Championnat de France des rallyes. Créé en 1984, le parcours alterne selon les années entre les villes d'Épinal et de Saint-Dié-des-Vosges.

## Palmarès de l'épreuve

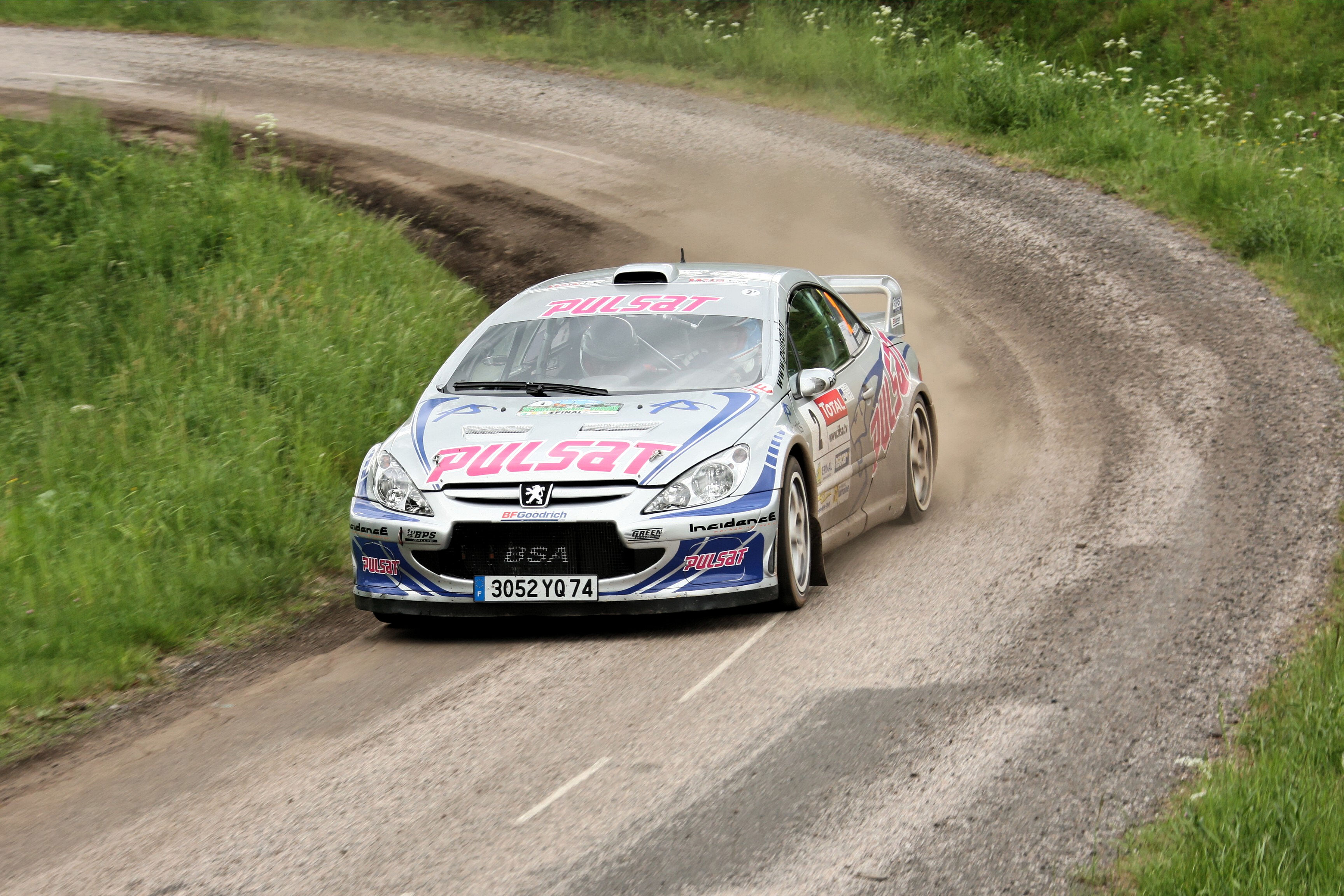
Dany Snobeck lors de l'édition 2008.

| Année | Pilote              | Copilote               | Voiture                  |
| ----- | ------------------- | ---------------------- | ------------------------ |
| 2010  | Épreuve annulée     | Épreuve annulée        | Épreuve annulée          |
| 2009  | Patrick Henry       | Magali Lombard         | Peugeot 206 WRC          |
| 2008  | Patrick Henry       | Magali Lombard         | Peugeot 307 WRC          |
| 2007  | Jean-Marie Cuoq     | David Marty            | Peugeot 307 WRC          |
| 2006  | Nicolas Vouilloz    | Nicolas Klinger        | Peugeot 307 WRC          |
| 2005  | Nicolas Bernardi    | Jean-Marc Fortin       | Peugeot 206 WRC          |
| 2004  | Stéphane Sarrazin   | Patrick Pivato         | Subaru Impreza WRC       |
| 2003  | Brice Tirabassi     | Jacques-Julien Renucci | Renault Clio S1600       |
| 2002  | Brice Tirabassi     | Jacques-Julien Renucci | Citroën Saxo S1600       |
| 2001  | Sébastien Loeb      | Daniel Elena           | Citroën Xsara Kit-Car    |
| 2000  | Philippe Bugalski   | Jean-Paul Chiaroni     | Citroën Xsara T4         |
| 1999  | Philippe Bugalski   | Jean-Paul Chiaroni     | Citroën Xsara Kit-Car    |
| 1998  | Simon Jean-Joseph   | Patrick Pivato         | Subaru Impreza           |
| 1997  | Épreuve annulée     | Épreuve annulée        | Épreuve annulée          |
| 1996  | Gilles Panizzi      | Hervé Panizzi          | Peugeot 306 Maxi         |
| 1995  | Patrick Bernardini  | Jean-Marc Andrié       | Ford Escort RS Cosworth  |
| 1994  | François Chatriot   | Denis Giraudet         | Toyota Celica 4WD        |
| 1993  | Bernard Béguin      | Jean-Paul Chiaroni     | Ford Escort RS Cosworth  |
| 1992  | Bernard Béguin      | Jean-Paul Chiaroni     | Ford Sierra Cosworth 4x4 |
| 1991  | Bernard Béguin      | Jean-Marc Andrié       | Ford Sierra Cosworth 4x4 |
| 1990  | François Chatriot   | Michel Périn           | BMW M3                   |
| 1989  | Pierre-César Baroni | Michel Rousseau        | Ford Sierra RS Cosworth  |
| 1988  | François Chatriot   | Michel Périn           | BMW M3                   |
| 1987  | Didier Auriol       | Bernard Occelli        | Ford Sierra RS Cosworth  |
| 1986  | Didier Auriol       | Bernard Occelli        | MG Metro 6R4             |
| 1985  | Jean Ragnotti       | Pierre Thimonier       | Renault 5 Maxi Turbo     |
| 1984  | Dufour              | Chenez                 | Talbot Samba Rallye      |